# 喬瓦尼·貝內利
喬瓦尼·貝內利（Giovanni Benelli）是一位義大利天主教主教，自1977年起至去世擔任佛羅倫斯大主教。他曾於 1967年擔任梵蒂岡副國務卿，直至同年被任命為佛羅倫斯主教並晉升為樞機主教。

## 生平
在教宗保祿六世和若望·保祿一世去世後，貝內利因與若望·保祿一世關係密切且具有義大利血統，被認為是繼任教宗的溫和派主要候選人。他是1978年8月教宗選舉秘密會議和1978年10月教宗選舉秘密會議的樞機選舉人之一。在8月教宗選舉秘密會議期間，貝內利支持最終的獲勝者阿爾比諾·盧恰尼，後者成為教宗若望·保祿一世。
在1978年10月教宗選舉秘密會議上，他與朱塞佩·斯利並列為繼任約翰·保祿一世的兩位領先候選人。10月16日，他與另一位義大利候選人朱塞佩·斯利一起被嘉祿·若瑟·沃伊蒂瓦，即後來的教宗若望·保祿二世擊敗。
貝內利繼續擔任佛羅倫斯紅衣主教和大主教，1982年10月26日，他在佛羅倫斯因突發心臟病去世。他的葬禮由西科尼亞尼的繼任者阿戈斯蒂諾·卡薩羅利主持，他的遺體被安葬在聖母百花大教堂。

## 外部連結
- Catholic-Hierarchy [self-published]
- Cardinals of the Holy Roman Church 的存檔，存档日期26 August 2014.
- Biography 的存檔，存档日期26 August 2014.